# Umetniško gibanje
Umétniško gíbanje je tendenca ali slog v umetnosti s posebno skupno filozofijo ali ciljem, ki ji skupina umetnikov sledi v omejenem časovnem obdobju (po navadi nekaj mesecev, let ali desetletij) ali vsaj z razcvetom gibanje, opredeljeno v številnih letih. Umetniška gibanja so bila še posebej pomembna v sodobni umetnosti, ko je vsako zaporedno gibanje veljalo za novo avantgardo.

## Koncept
Glede na teorije, povezane z modernizmom in konceptom postmodernizma, so umetniška gibanja še posebej pomembna v časovnem obdobju, ki ustreza sodobni umetnosti. Časovno obdobje, imenovano moderna umetnost, se je spremenilo približno na polovici 20. stoletja, umetnost, ustvarjena po tem, pa se običajno imenuje sodobna umetnost. Postmodernizem v vizualni umetnosti se začne in deluje kot vzporedno s poznim modernizmom in se nanaša na to obdobje po modernem obdobju, imenovanem sodobna umetnost. Postmoderno obdobje se je začelo v poznem modernizmu (ki je sodobno nadaljevanje modernizma), po mnenju nekaterih teoretikov pa se je postmodernizem končal v 21. stoletju. V obdobju, ki ustreza moderni umetnosti, se je vsako zaporedno gibanje pogosto štelo za novo avantgardo.
Tudi v časovnem obdobju, imenovanem moderna umetnost, je bilo vsako gibanje videti nekoliko veličastno premišljevanje o vsem, kar je bilo pred njim, kar zadeva vizualno umetnost. Vizualni slog je na splošno povezoval dela in umetnike, vključene v umetniško gibanje. Verbalno izražanje in razlaga gibanj je prišlo od samih umetnikov, včasih v obliki umetniškega manifesta, včasih pa od umetniških kritikov in drugih, ki lahko pojasnijo svoje razumevanje pomena nove umetnosti, ki jo potem ustvarijo.
V likovni umetnosti mnogi umetniki, teoretiki, umetnostni kritiki, zbiratelji umetnosti, trgovci z umetninami in drugi, ki se zavedajo neprekinjenega modernizma in nadaljevanja moderne umetnosti tudi v sodobni dobi, pripisujejo in pozdravljajo nove filozofije umetnosti, ko se pojavljajo. Postmodernistični teoretiki trdijo, da ideja o umetniških gibanjih ni več tako uporabna ali pa ni več razpoznavna, kot je bil pojem umetniških gibanj pred postmoderno dobo. Vendar pa je veliko teoretikov, ki dvomijo o tem, ali je bila takšna doba dejansko dejstvo ali ne ali le mimoidoča hiba.
Izraz se nanaša na težnje v vizualni umetnosti, nove ideje in arhitekturo, včasih pa tudi na literaturo. V glasbi je bolj pogosto govoriti o žanrih in slogih. (Glej tudi kulturno gibanje, izraz s širšo konotacijo)
Ker imena mnogih umetniških gibanj uporabljajo pripono -izem (na primer kubizem in futurizem), jih včasih imenujemo izmi.